# Farshid Moussavi
Farshid Moussavi (Siraz, Iran, 1965) és una arquitecta nascuda a l'Iran. E 1979 va emigrar juntament amb la seva família a Londres. Va començar els estudis d'arquitectura a la Universitat de Dundee i a la Bartlett School of Architecture. Posteriorment es va especialitzar a la Graduate School of Design de la Universitat Harvard.
Va començar la seva carrera en el món professional primer treballant a l'estudi de Renzo Piano a Gènova i, posteriorment a Rotterdam per a OMA. Quan va tornar a Londres el 1993, va ser contractada per impartir classes a l'Architectural Association on es mantindria fins a l'any 2000.
El 1995 es va convertir en cofundadora de FOA (Foreign Office Architects) juntament amb Alejandro Zaera i aquest mateix any van guanyar el primer premi per a la remodelació del port de Yokohama. Així mateix, també van desenvolupar nombrosos projectes en diferents països com Espanya, Països Baixos, Turquia, Anglaterra, Corea del Sud o Malàisia. També es van encarregar del disseny del pavelló britànic per a la Biennal de Venècia de l'any 2002.
Entre els anys 2002 i 2005 va ocupar el càrrec de directora de l'Acadèmia de Belles Arts de Viena i des de 2005 compagina la seva activitat professional amb la docència a la Graduate School of Design de la Universitat Harvard. A més, ha assistit, en qualitat de professora visitant, universitats com Columbia o Princeton als Estats Units o el Hoger Instituut de Gant i el Berlage de Rotterdam.
El 2011 Moussavi va obrir el seu estudi propi a Londres, sota les sigles FMA (Farshid Moussavi Architecture). Des de llavors ha dut a terme l'execució de projectes com el Museu d'Art Contemporani de Cleveland i ha participat en la Biennal de Venècia de l'any 2012. Actualment és columnista de la revista Architectural Review.

## Reconeixements
- Premi Enric Miralles, 2003.
- Premi Kanagawa d'Arquitectura, Japó, 2003.
- RIBA, 2004.
- Lleó de la Biennal de Venècia, 2004.
- RIBA, 2005.
- RIBA, 2006.
- RIBA, 2008.
- Urban Land Institute Award for Excellence, 2008.
- RIBA, 2009.
- Civic Trust Award, 2010.
- International Architecture Award, 2010.